# Pothyne laterialba
Pothyne laterialba là một loài bọ cánh cứng trong họ Cerambycidae.